# Ахвледіані Георгій Саріданович
Гео́ргій Саріда́нович Ахвледіа́ні (* 13 квітня 1887 — † 1973) — грузинський радянський мовознавець, фахівець із грузинської і осетинської мов.
Академік АН Грузинської РСР (з 1941) і член-кореспондент АН СРСР (з 1939).
Вищу філологічну освіту здобув у Харківському університеті.
Автор понад ста лінгвістичних і науково-педагогічних праць. Найважливіша з них — «Питання загальної і грузинської фонетики» (1938).